# Craterellus cornucopioides
Craterellus cornucopioides (Carl von Linné, 1753 ex Christian Hendrik Persoon, 1825), sin. Cantharellus cornucopioides (Carl von Linné, 1753 ex Elias Magnus Fries, 1821), cunoscut în România sub numele trâmbița (ciuperca) morților, trâmbița piticilor, cornul abundenței, trompetă neagră, sau burete de toamnă, este o ciupercă comestibilă din încrengătură Basidiomycota din ordinul Cantharellales, în familia Cantharellaceae și de genul Craterellus, a cărei epitet este derivat din cuvântul latin (latină cornucopia=corn al abundenței). Această specie, care coabitează, fiind un simbiont micoriza (formează micorize pe rădăcinile arborilor), este foarte răspândită în România, Basarabia și Bucovina de Nord și crește în grupuri, dezvoltându-se în primul rând în păduri de foioase (mai ales sub fagi, dar de asemenea sub stejari și tei), uneori în păduri mixte cu conifere, care se bucură de soluri grele, calcaroase, argiloase și foarte umede. Începând în august, sezonul important al apariției este de la mijlocul lunii septembrie până toamna târziu, în noiembrie, înainte de primul ger.

## Istoric
Marele savant suedez Carl von Linné a descris specia pentru prima dată în volumul 2 al lucrării sale Species Plantarum din 1753 sub denumirea Peziza cornucopioides, iar compatriotul lui, renumitul Elias Magnus Fries i-a dat numele Cantharellus cornucopioides, în volumul 1 al marii sale opere Systema mycologicum (1821). În sfârșit, în anul 1825, faimosul micolog bur Christian Hendrik Persoon a redenumit soiul încă odată sub numele actual (2018), de verificat în volumul 2 al lucrării sale importante Mycologia Europaea din 1825.
Au mai fost încercate multe denumiri (vezi o selecție în info-casetă) care însa nu sunt uzate și astfel neglijabile, deci recunoscute sinonim.

## Descriere

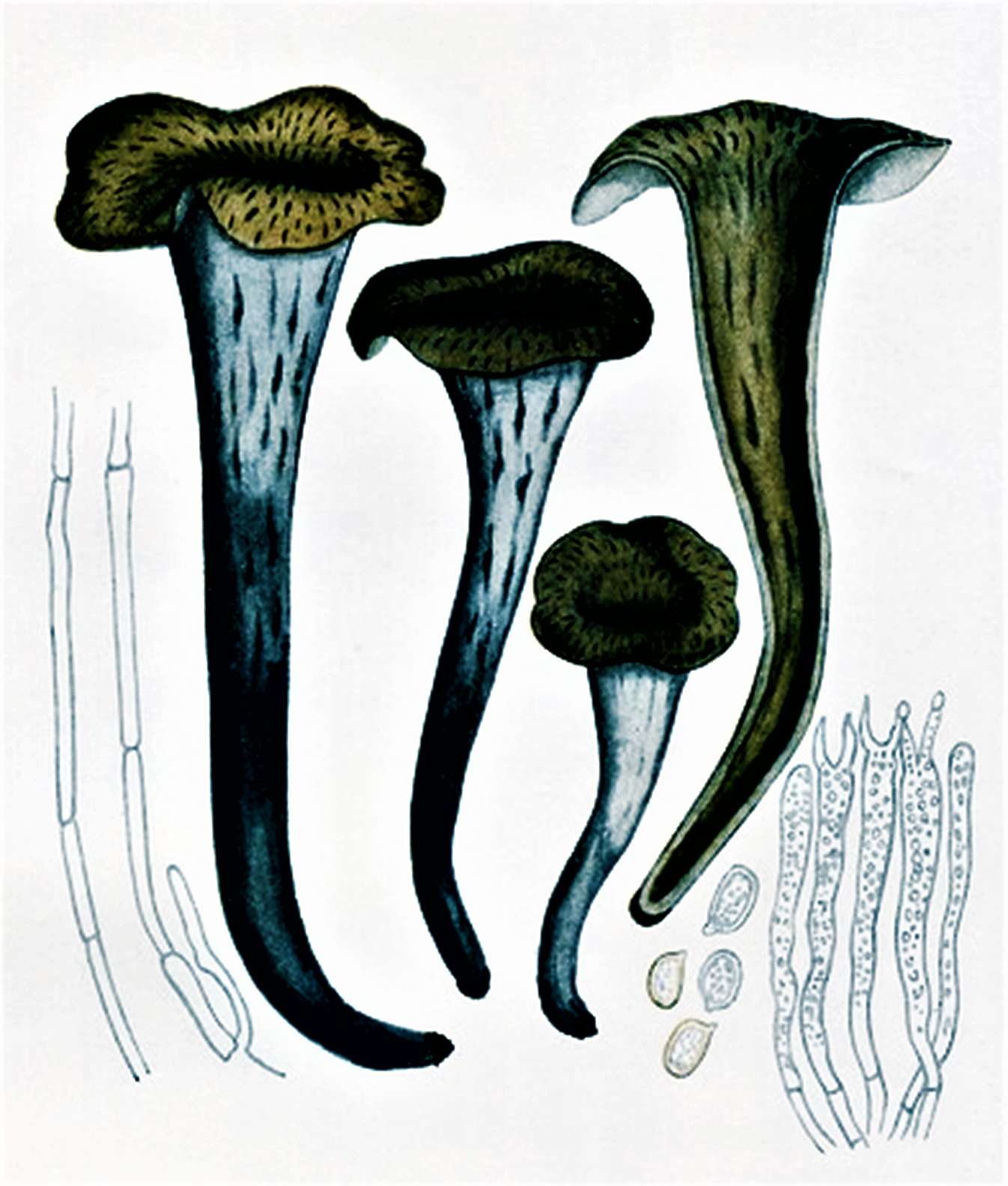
Bres.: C. cornucopioides

- Corpul fructifer: are o înălțime de 5-12 cm, o lățime de 3-8 cm și forma unei trompete sau pâlnii deschise, acoperită cu scârne foarte fine pe fața interioară care se întinde până la baza piciorului, fiind de culoare negurie cu tonuri de funingine și brun-negricioasă, adesea oară descuamată-scămoasă. Marginea este ondulată, îndoită, subțire și flexibilă. Stratul de fructe care se trage peste tijă aproape până la bază, este la început neted, apoi ridat longitudinal cu aspect de stinghii, sumbru, fiind de culoare cenușie sau gri-albăstruie, la umezeală neagră. Piciorul vizibil este negricios, tubular și găunos.
- Carnea: tot organismul este subțire, vâscos, în vârstă aproape lemnos cu un miros slab de prune, similar buretelui galben, având crud un gust neplăcut de țărână. După preparare este o ciupercă foarte gustoasă.[8][9][13]
- Caracteristici microscopice: Sporii sunt elipsoidal-ovoizi și apiculați, netezi, neamilozi (nu intră într-o reacție chimică cu iod), având o mărime de 12-16 x 7-10 microni. Datorită pulberii albe, ciuperca apare astfel la bătrânețe alb-brumată. Basidiile cu 2 sterigme de 10-12 μm fiecare sunt clavate, măsurând 65-75 x 8-9 microni. Cistidele (elemente sterile situate în stratul himenal sau printre celulele din pielița pălăriei și a piciorului, probabil cu rol de excreție) de mărime și aspect asemănător, dar ceva mai subțiri, sunt rotunjite la vârf.[14]
- Reacții chimice: Corpul fructifer se colorează  cu Hidroxid de potasiu negru.[15]
- Variație: mai rare sunt exemplare de culoare gălbuie, care au fost separate anterior ca specie independentă sub numele Craterellus konradii (sancționată astfel pentru ultima dată de Bourdot și Maire în 1930). Dar acest burete reprezintă doar o anomalie pigmentară a ciupercii morților, fapt dovedit recent printr-o examinare ADN.[16]

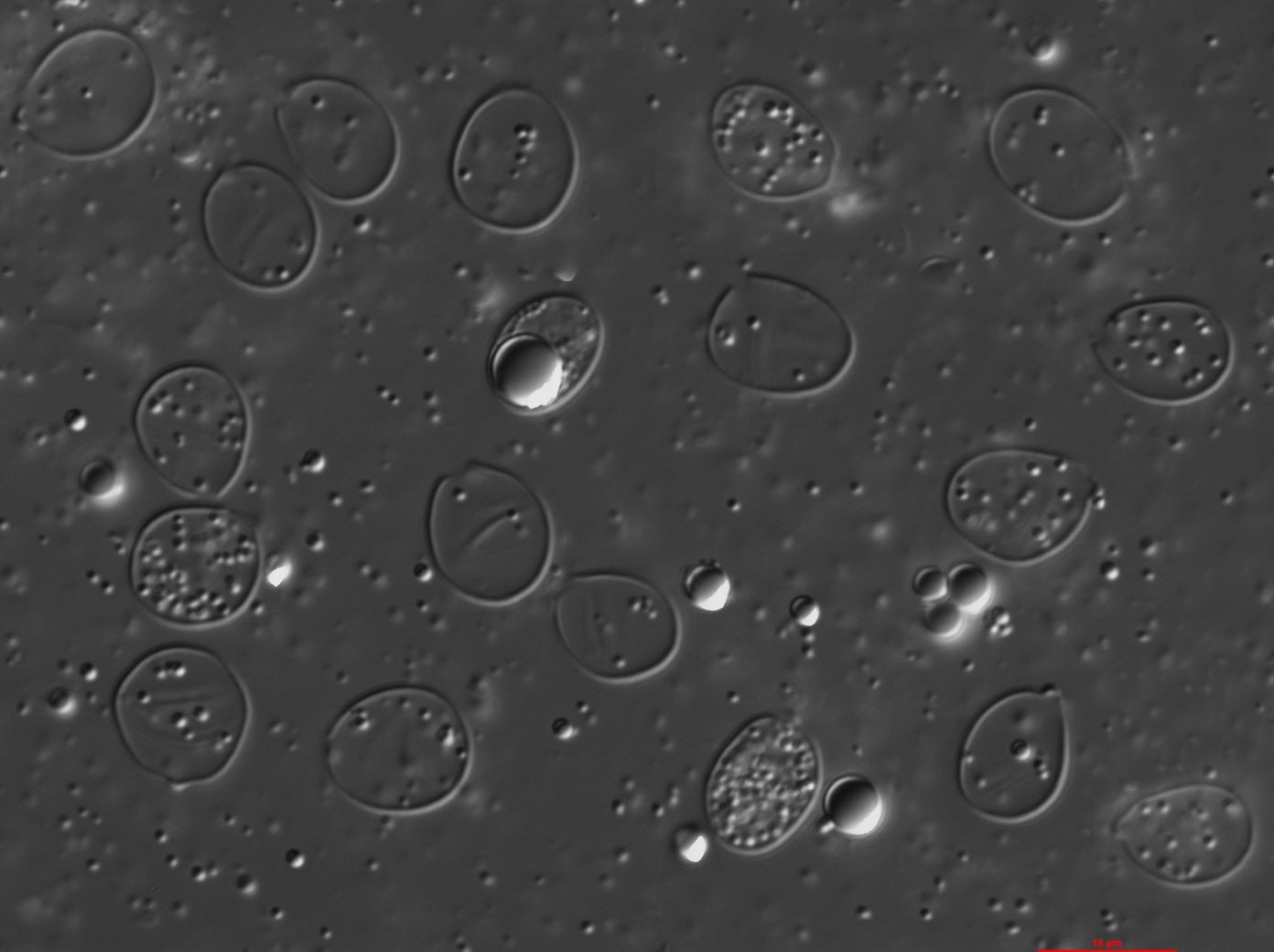
C. cornucopioides, spori
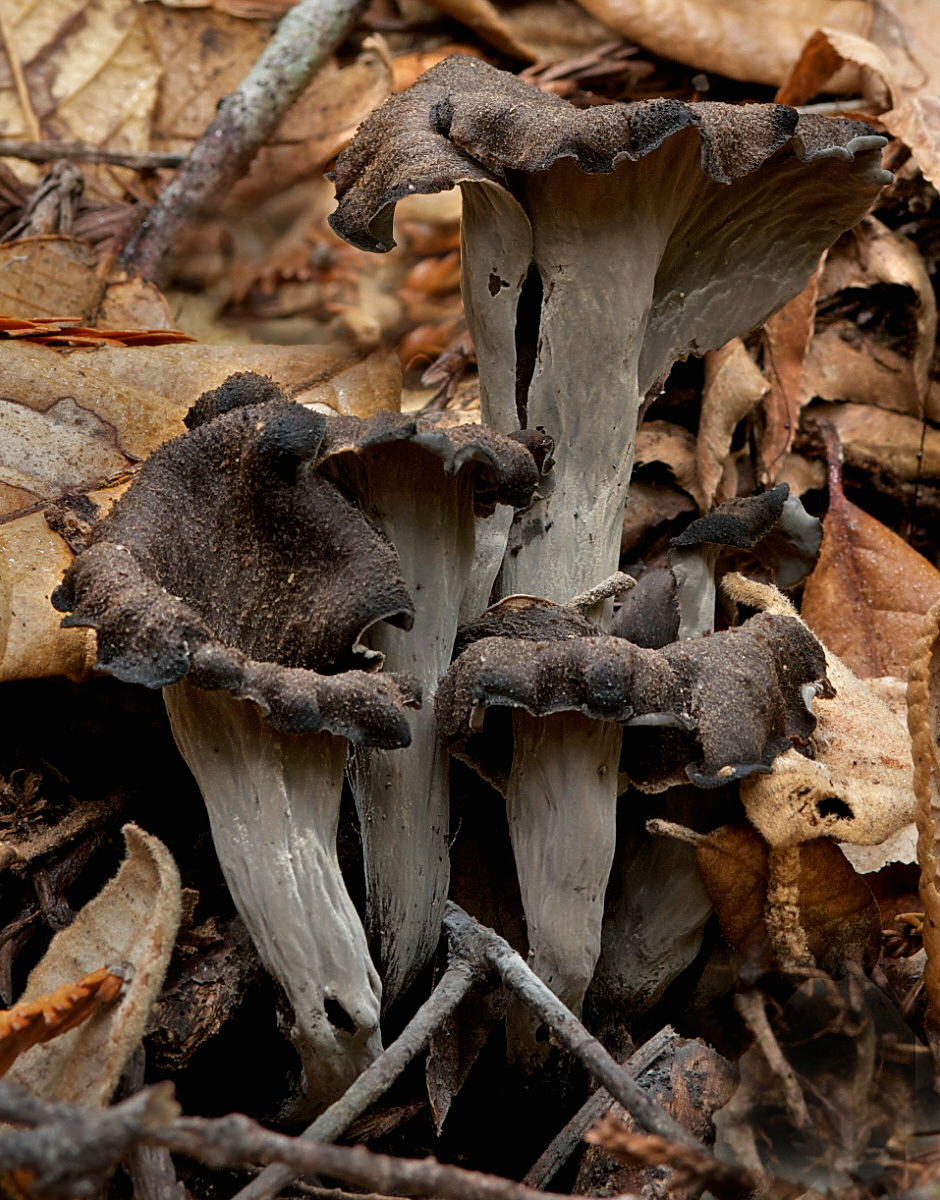
C. cornucopioides bătrâni
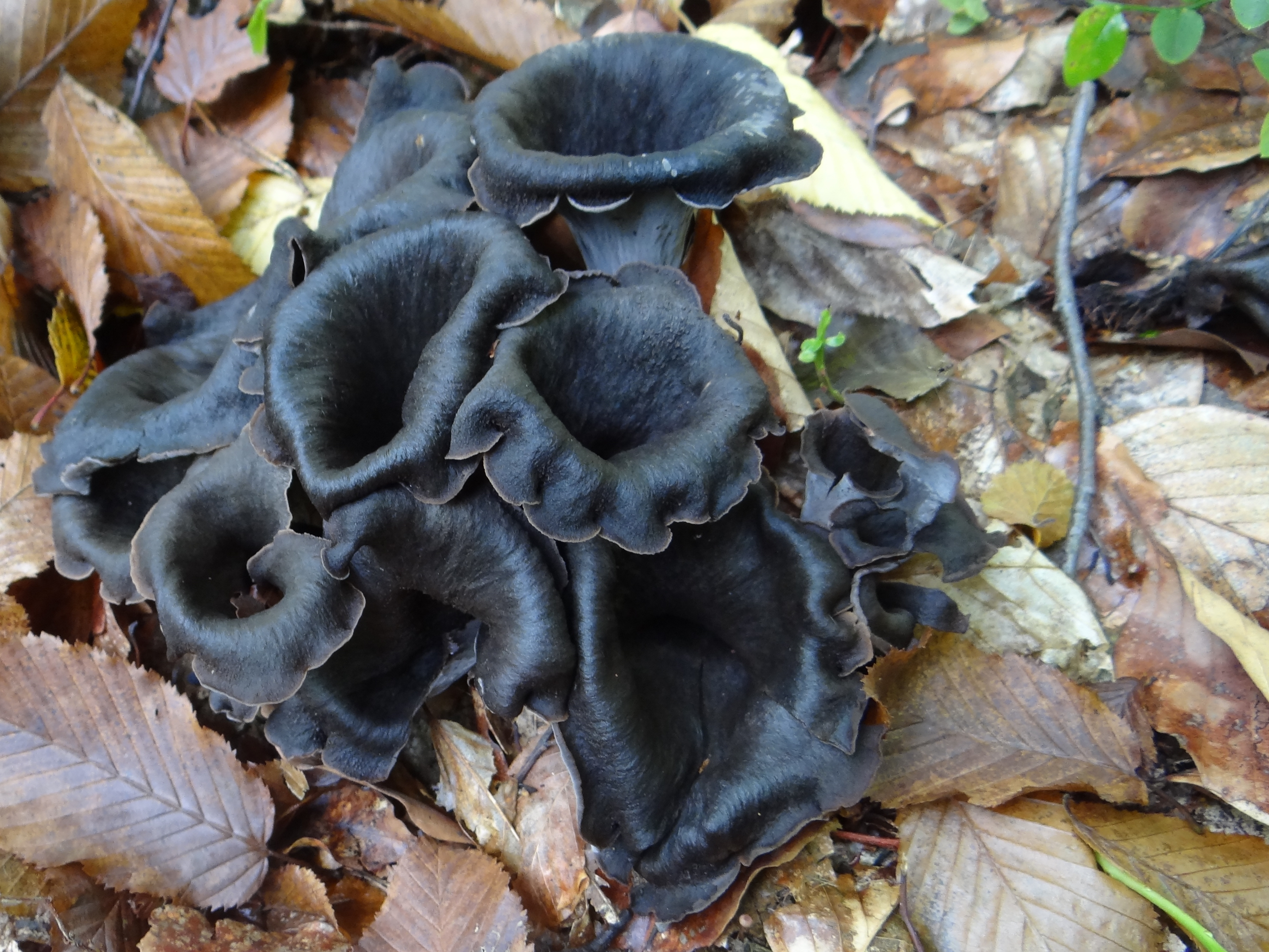
C. cornucopioides tineri
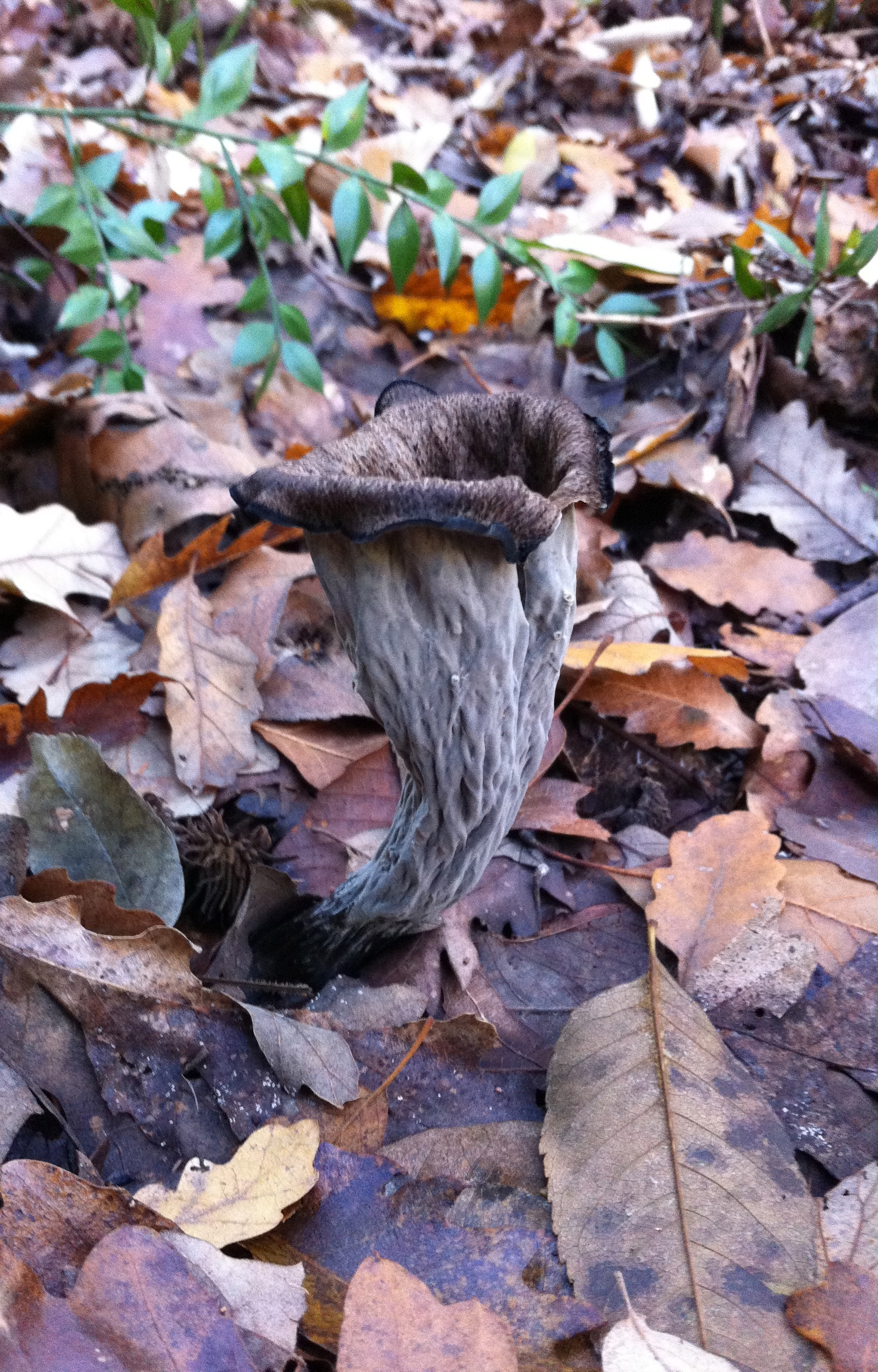
C. cornucopioides matură
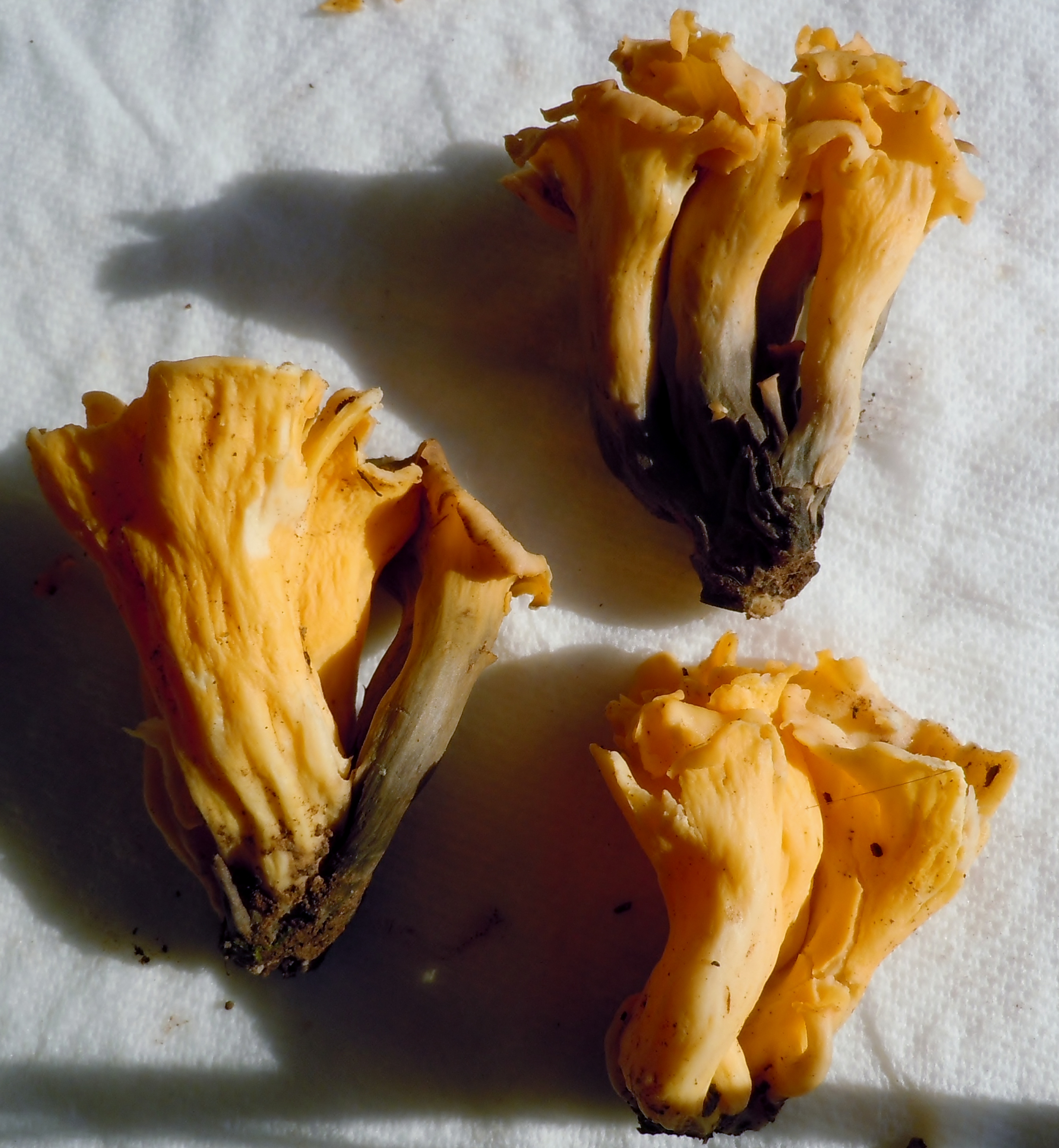
C. cornucopioides, var. konradii

## Confuzii
În mod general, acest burete precum variația sa poate fi confundat numai cu alte soiuri cu toate comestibile de genul Cantharellus, Craterellus sau Gomphus, ca de exemplu cu Cantharellus carbonarius sin. Geopetalum carbonarius, Cantharellus cinereus, Craterellus sinuosus, sin. Pseudocraterellus undulatus, Craterellus tubaeformis respectiv cu Camarophyllopsis atropuncta (necomestibil), Gomphus clavatus, Helvella corium (probabil otrăvitor) sau Urnula craterium (necomestibil).

## Ciuperci asemănătoare în imagini

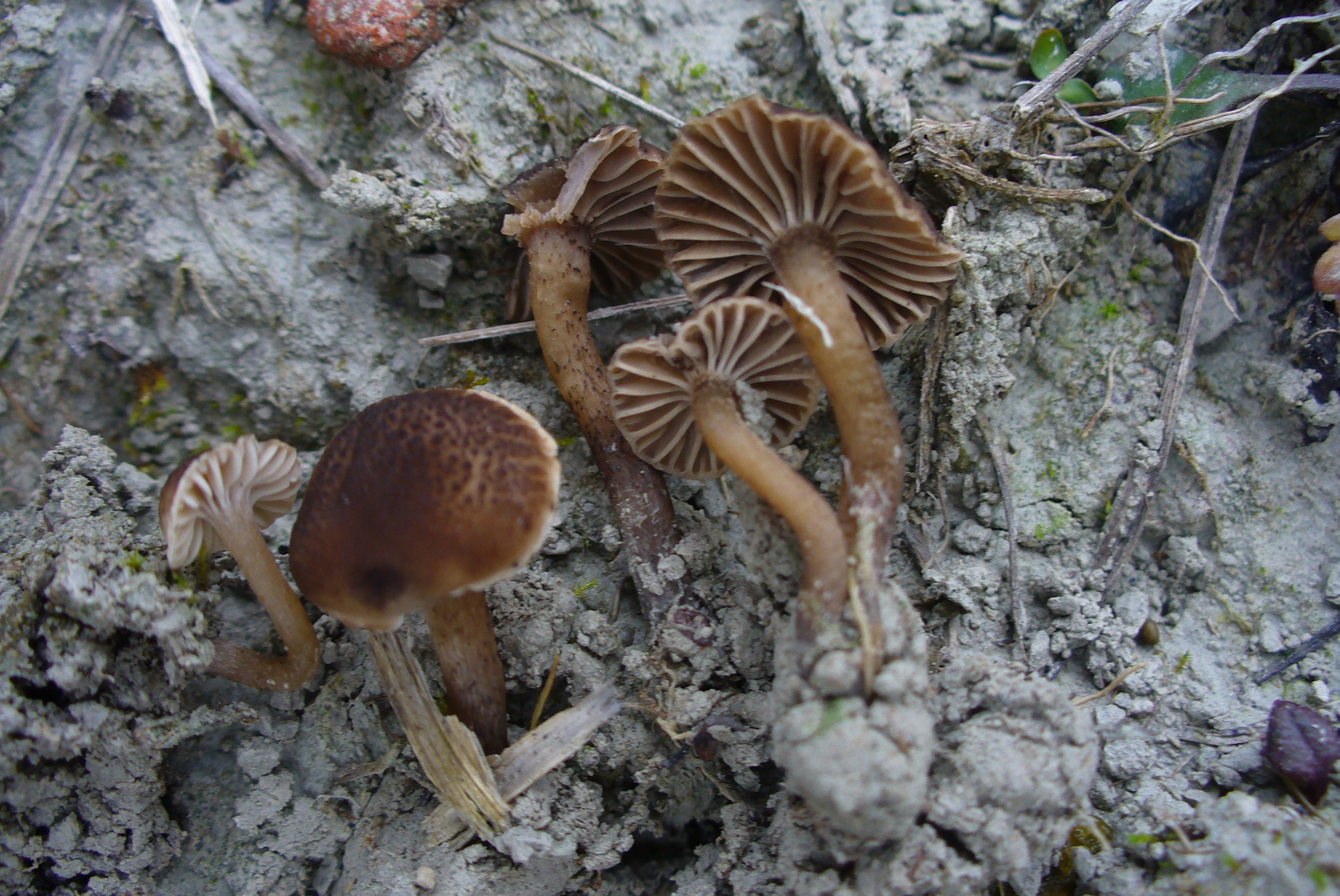
!Camarophyllopsis atropuncta!
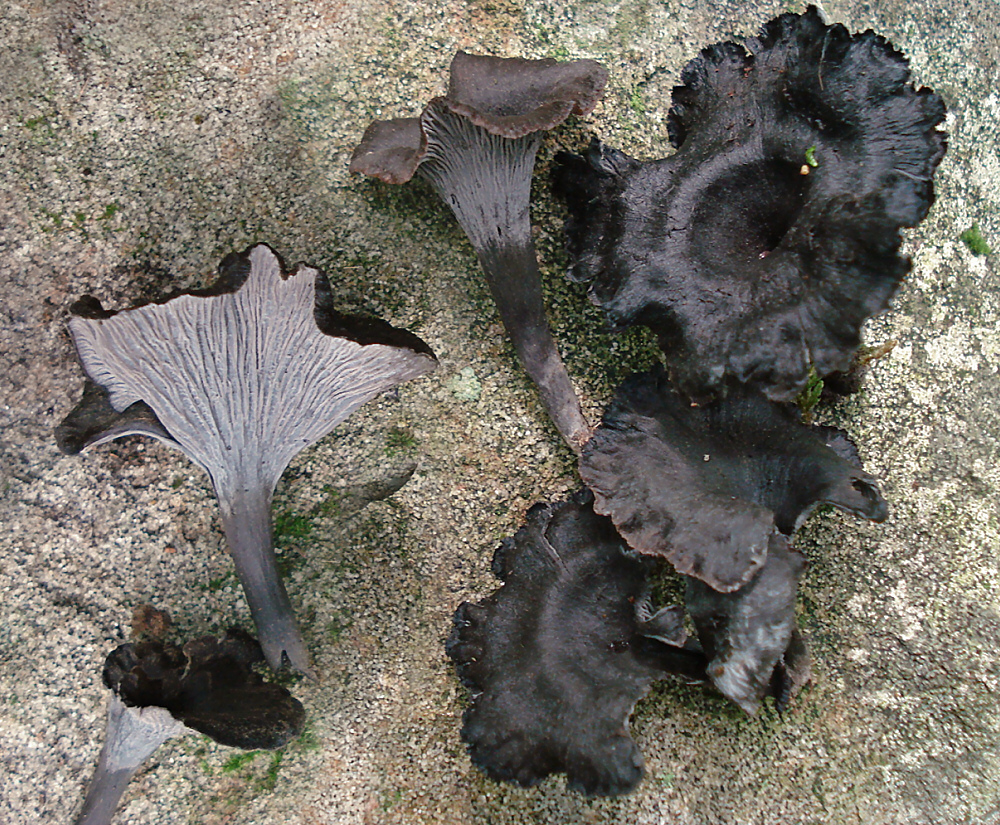
Cantharellus cinereus
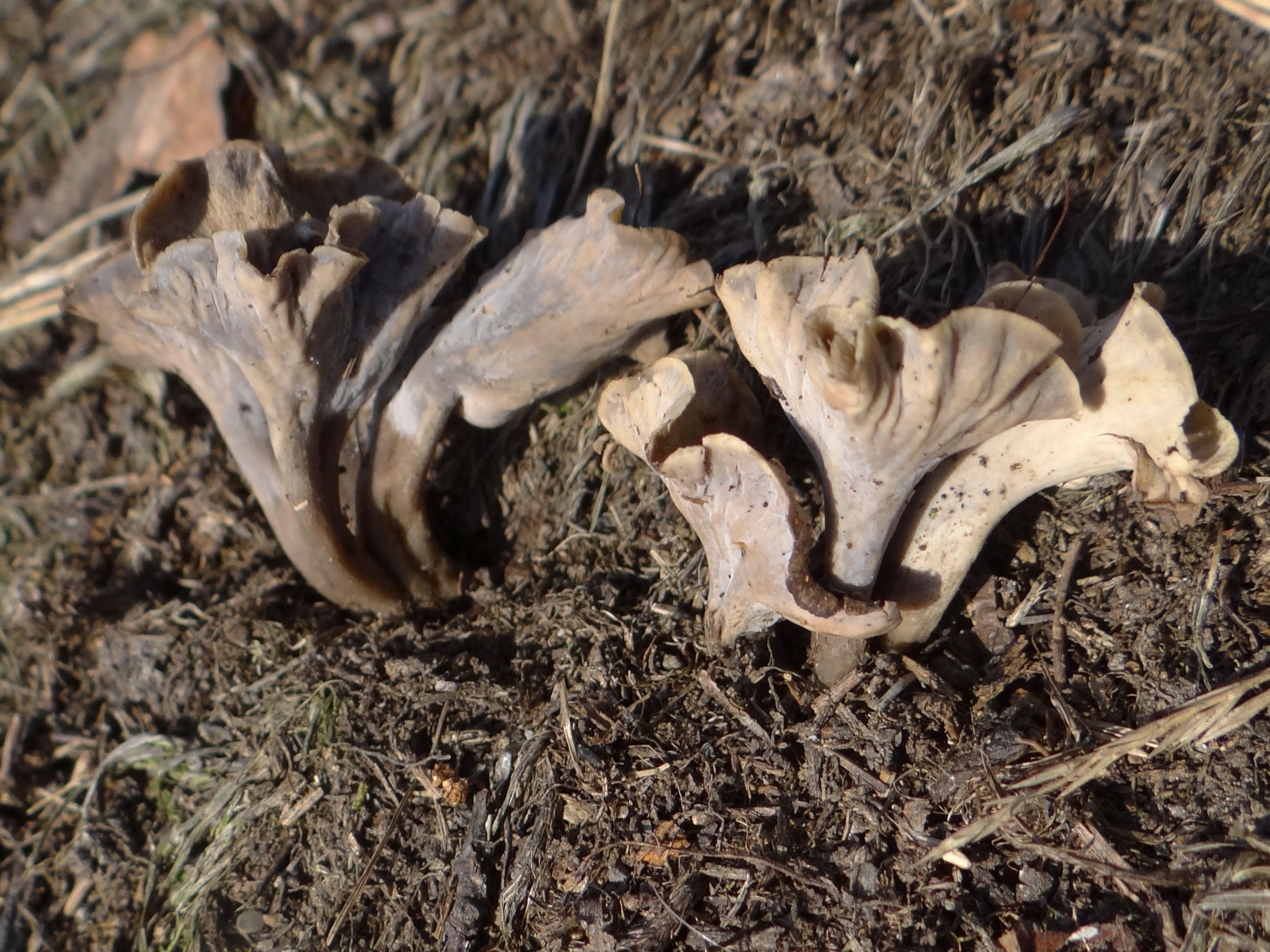
Craterellus sinuosus
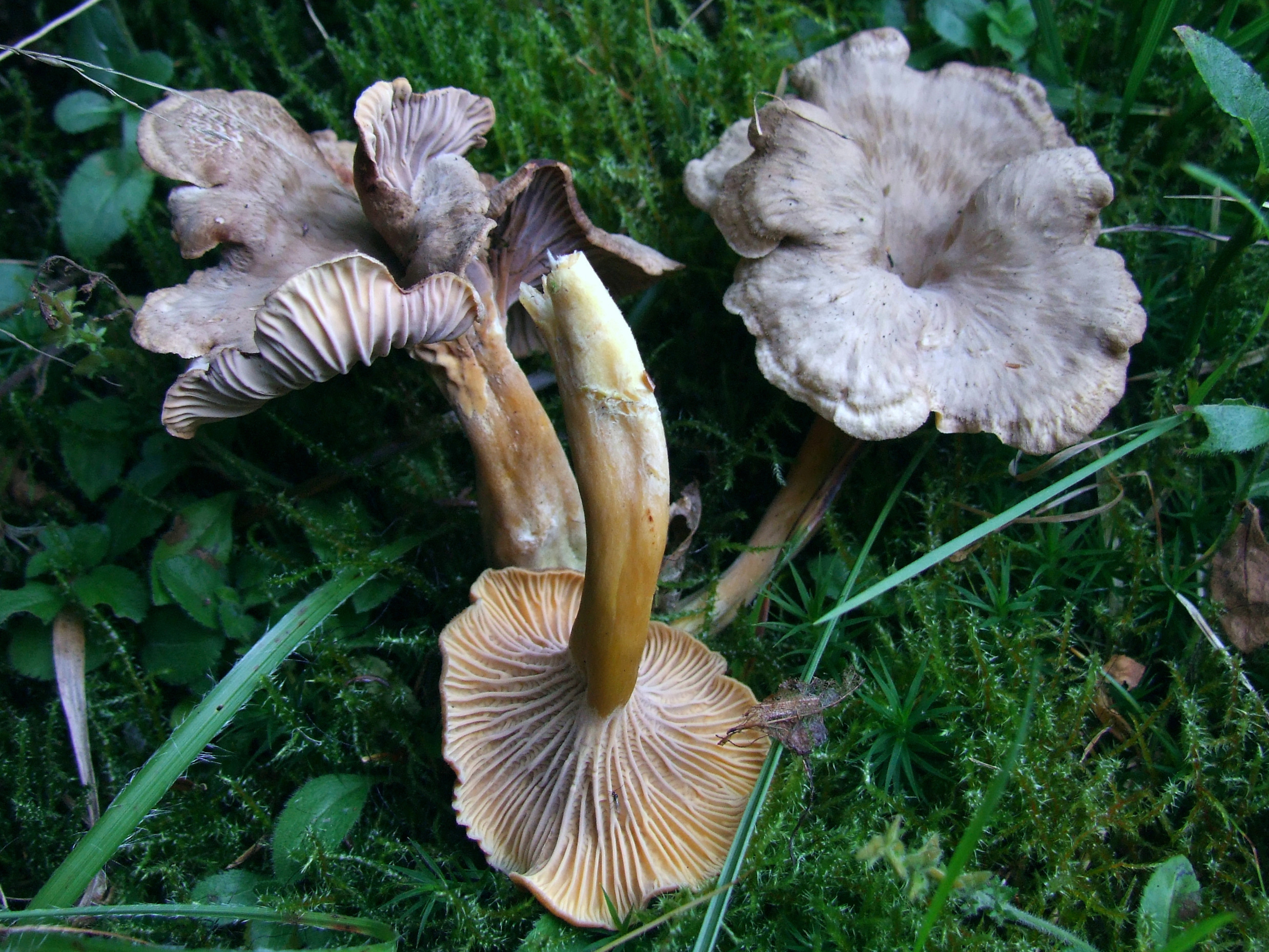
Craterellus tubaeformis
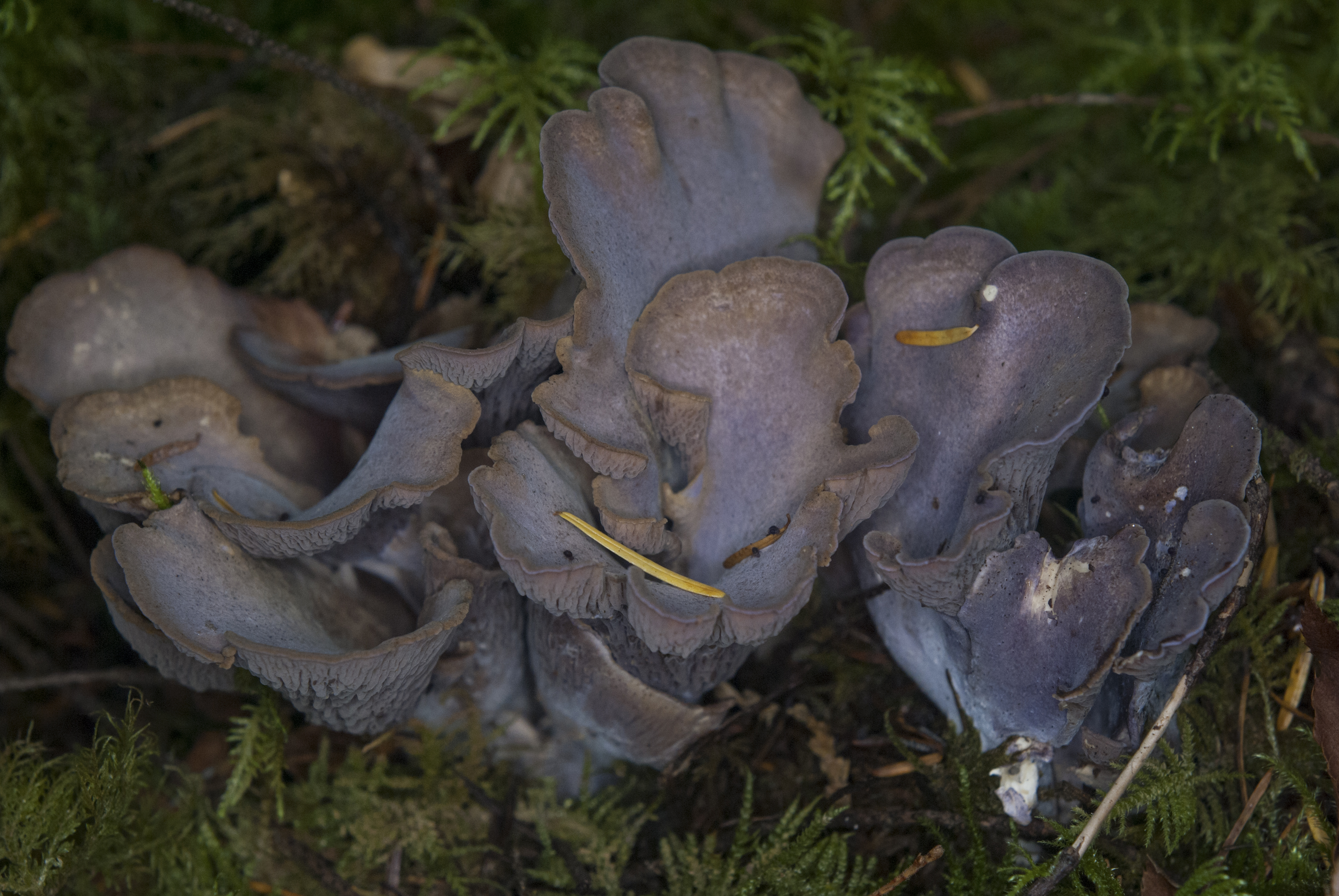
Gomphus clavatus
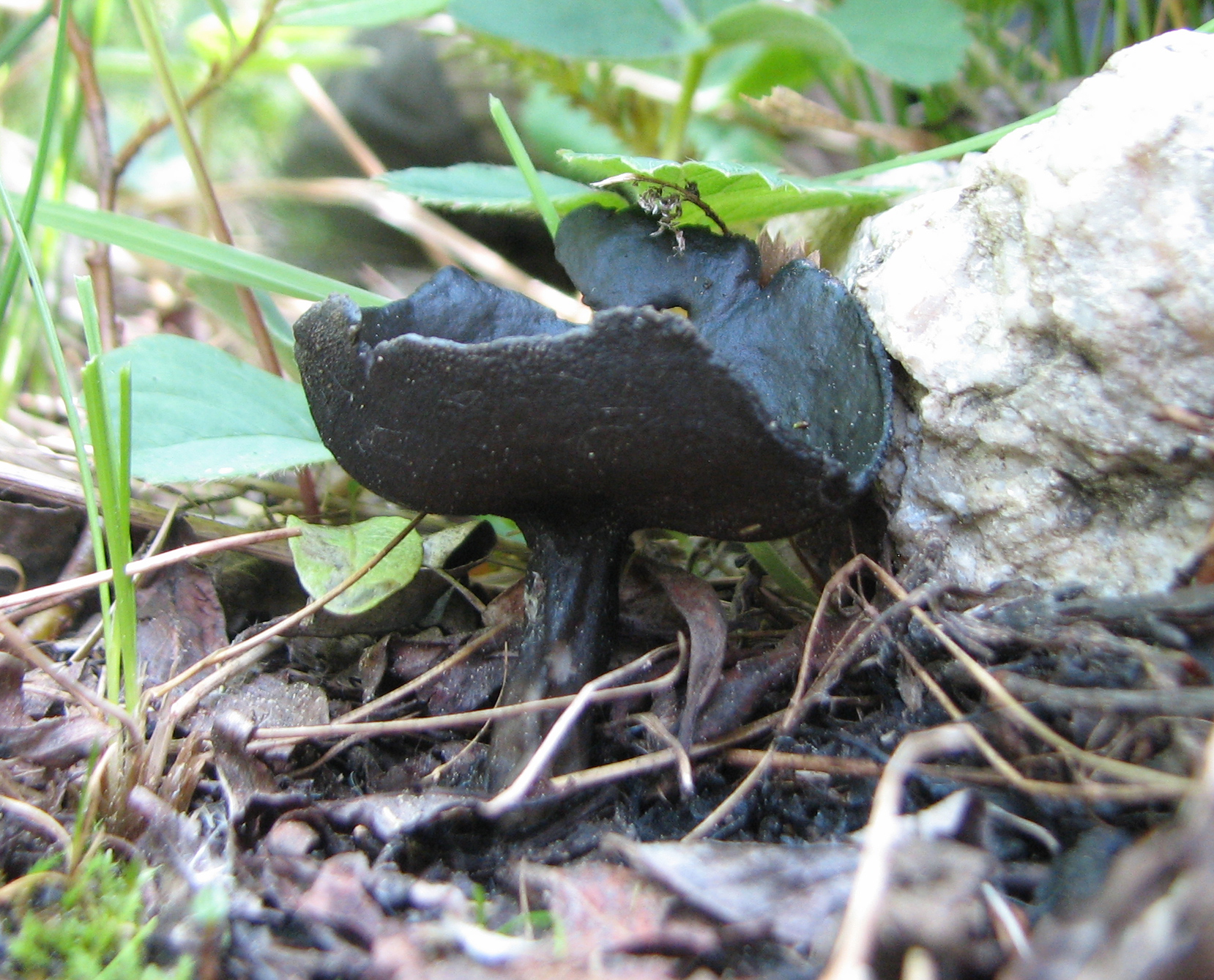
!!Helvella corium!!
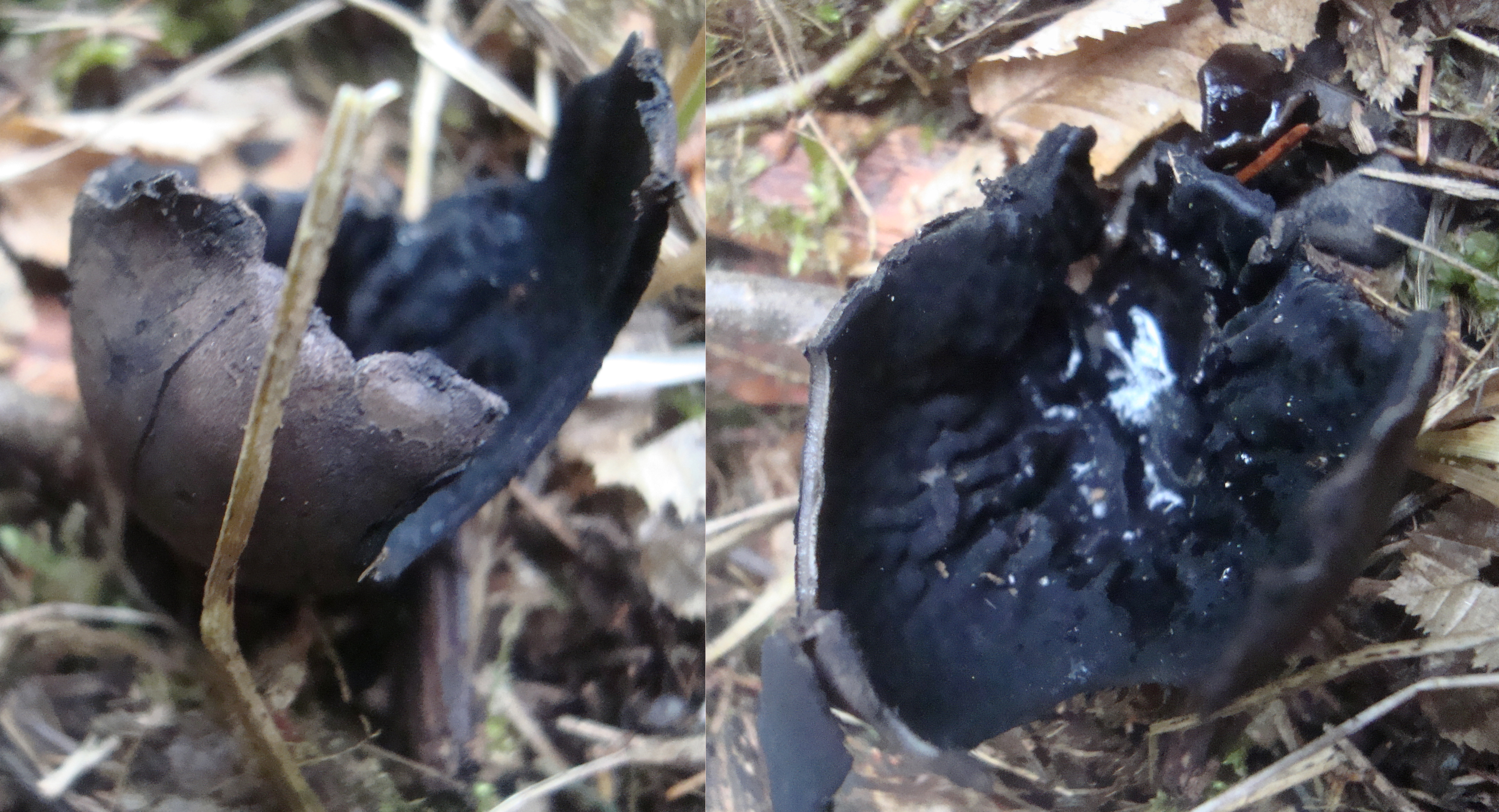
!Urnula craterium!

## Valorificare

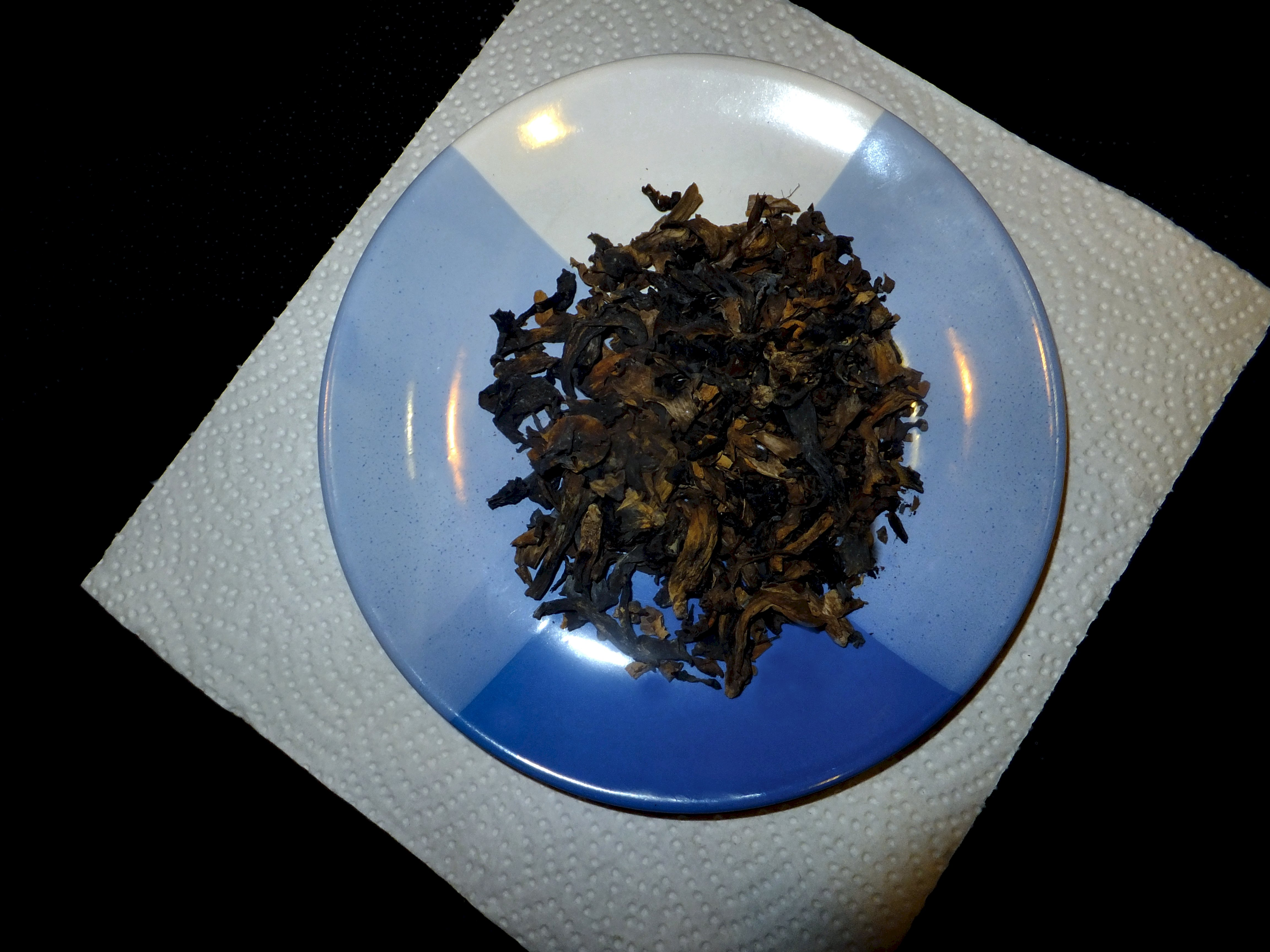
B. de toamnă uscat

Potrivit unui studiu portughez, 100 g al buretelui uscat conțin 69.45 g proteină, 13.44 g carbohidrați (cea mai mare parte manitol, un alcool de zahăr) și 4,88 g de grăsime, în valoare de 378 de calorii. Ele conțin de asemenea acizi grași, în principal din soiul polinesaturat, precum fenoli, flavonoide și 87 mg vitamină C.
Bureții proaspeți, tăiați foarte mărunt, pot fi pregătiți ca ciulama, de asemenea împreună cu alte ciuperci de pădure sau adăugați la un sos de carne, cu preferință de porc, pui sau iepure de casă.
Cel mai bun fel de aplicare este uscatul. De abia atunci ciupercile dezvoltă aroma precum gustul lor extraordinar, amintind la acel de trufă. Ele se pot de asemenea adăuga ca praf la supe și alte sosuri sau ca ingredient la producerea de ketchup de ciuperci precum esență de bureți.